# Spodnje Hoče
Spodnje Hoče so naselje, središče občine Hoče - Slivnica. Nahaja se južno od Maribora v  Podravski statistični regiji. Naselje je stisnjeno pod Pohorje na skrajnem severu Dravskega polja. Na zahodu se glavna cesta skozi Spodnje Hoče nadaljuje v Zgornje Hoče, višje na Pohorju pa je še vas, ki združuje oba geografska imena v Hočko Pohorje.
Naselje ima središče med lekarno in krajevnim uradom. Tu je pošta, Župnjiska cerkev svetega jurija prvič omenjena leta 1134 višje pa še OŠ Dušana flisa. Na drugi strani dvopasovnice Tržaška cesta, ki vodi v Maribor je v zadnjih nekaj desetletjih zrasla velika industrijska cona. Na vzhodu le te je železniška postaja in priključek Rogoza na avtocesto A1.